# Mikel Astarloza
Mikel Astarloza Chaurreau, född 17 november 1979 i Pasaia, Gipuzkoa, Baskien, är en spansk professionell tävlingscyklist. Han tävlar sedan 2007 för det baskiska UCI ProTour-stallet Euskaltel-Euskadi. Astarloza blev professionell 2002 med det franska laget Ag2r Prévoyance. 
I början på 2003 vann Mikel Astarloza Tour Down Under sammanlagt före dansken Lennie Kristensen.
Astarloza slutade på en nionde plats sammanlagt under Tour de France 2007. 2008 slutade han tvåa på etapp 2 under Vuelta a Andalucia (Ruta del Sol). 
Under säsongen 2009 slutade Astarloza på tredje plats i de spanska nationsmästerskapens linjelopp bakom Rubén Plaza och Constantino Zaballa. Några veckor senare slutade Astarloza trea på etapp 8 av Tour de France bakom Luis León Sánchez och Sandy Casar. Astarloza tog sin karriärs första etappseger när han vann etapp 16 av Tour de France 2009 framför Sandy Casar och Pierrick Fédrigo. Han slutade tävlingen på elfte plats. En vecka efter tävlingens avslut blev det känt att Astarloza hade lämnat ett positivt dopningprov, med EPO, i juni 2009, det vill säga innan Tour de France, och han stängdes provisoriskt av från att tävla.

## Privatliv
Mikel Astarloza är syskonbarn till Iñigo Chaurreau Bernadez, som var proffscyklist mellan 1995 och 2006. Han blev bland annat spansk tempomästare 2003. De två cyklisterna tävlade ihop i Ag2r Prévoyance mellan 2002 och 2006.

## Meriter
2003
Tour Down Under
2:a, Ungdomstävlingen, Tour de France 2003
3:a, etapp 6, Critérium du Dauphiné Libéré, Briançon (FRA)
3:a, Spanska nationsmästerskapen - tempolopp
2004
2:a, etapp 4, Volta a la Comunitat Valenciana
2005
Etapp 3, Vuelta a Castilla y León (lagtempolopp)
2007
9:a, Tour de France 2007
2008
2:a, etapp 2, Vuelta a Andalucia (Ruta del Sol)
2009
3:a, Spanska nationsmästerskapen - linjelopp
3:a, etapp 8, Tour de France 2009

## Stall
- Ag2r Prévoyance 2002–2006
- Euskaltel-Euskadi 2007–2009
- Euskaltel-Euskadi 2011–